# Strf 90
Stridsfordon 90 (швед. Stridsfordon 90, англ. Combat Vehicle 90), сокращённо — Strf 90 (швед. Strf 90, англ. CV90) — шведская боевая машина пехоты, её модификации (Mk 0 — Mk IV) и машины на её шасси.
Разработка Strf 90 велась с 1984 года фирмой Hägglunds (позже приобретённой британской корпорацией BAE Systems) совместно с Bofors, по заказу сухопутных войск Швеции на семейство машин различного назначения на общем шасси. Серийное производство Strf 90 начато в 1993 году. Всего выпущено порядка 1170 машин в различных модификациях, большая часть из которых поставлена по экспорту в другие страны. Помимо нескольких вариантов БМП, на базе Strf 90 также разработан ряд специализированных боевых бронированных машин, включая лёгкий танк со 120-мм гладкоствольной пушкой. Норвежские, датские и шведские CV 90 применялись в боевых действиях в войне в Афганистане и на Украине.

## Бронирование

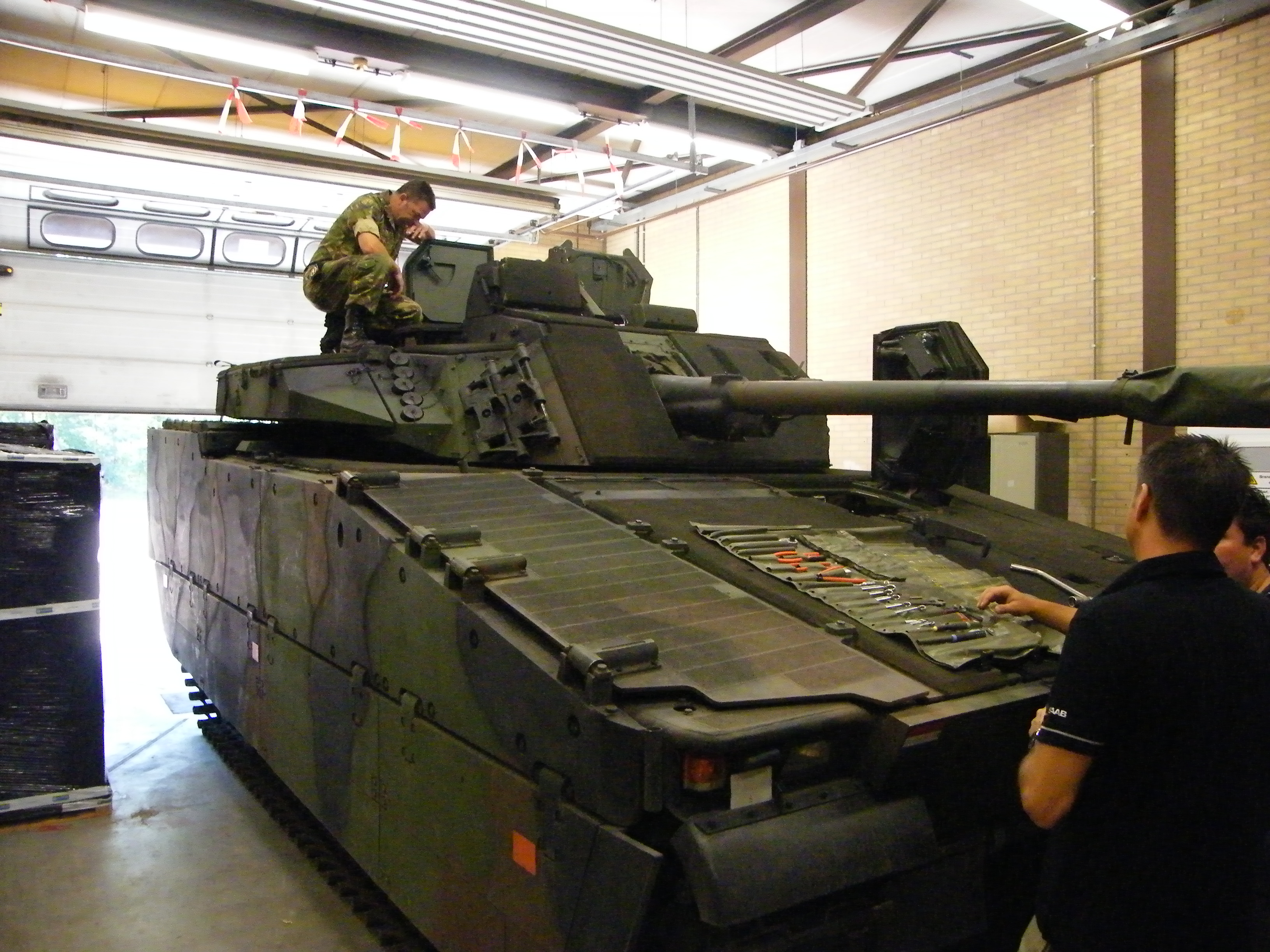
CV 9035 вооруженных сил Нидерландов. Хорошо различимы навесные бронемодули RoofPRO-P горизонтальных проекций (крыши) бронекорпуса и бортовые бронемодули SidePro.
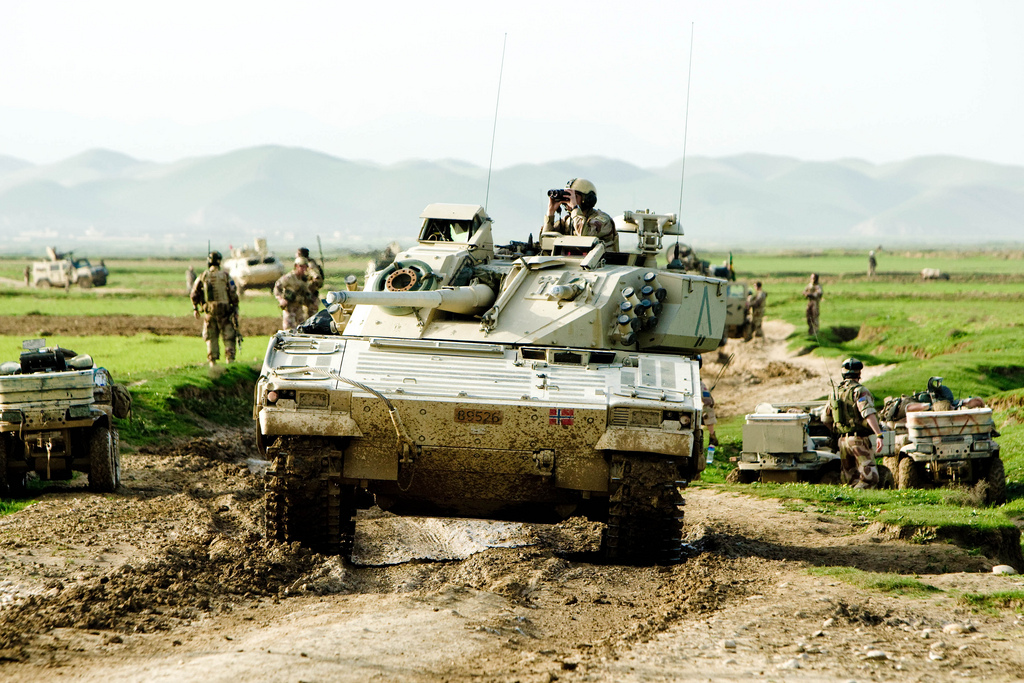
Норвежская CV 9030NF1 в Афганистане, март 2010.

Бронекорпус и башня Stridsfordon 90 изготовлены из катаных стальных бронеплит с использованием разнесенного бронирования. Для повышения уровня защищенности машины дополнительно к основной броне могут использоваться навесные модули композитной брони различных производителей и комплексы активной защиты (КАЗ).
Швеция для собственной БМП CV 9040C в качестве усиления использует бронемодули AMAP германской компании IBD Deisenroth Engineering. С комплектом навесной брони (композитная броня с керамическими бронеэлементами) для модификаций, начиная с CV 9040B и далее, обеспечивается защита от 30-мм бронебойного оперённого снаряда. В состав защитного комплекта AMAP помимо навесных модулей пассивной брони для корпуса и башни входит противоминная защита, расположенная на днище бронекорпуса, а также противоосколочный подбой боевого отделения. Дополнительно к пассивной защите CV 9040C используется система маскировки Barracuda, одноименная с названием шведской компании-разработчика Barracuda Company.
Норвегия провела модернизацию защиты сразу при покупке машины CV 9030N, установив навесную броню MEXAS. В 2002 году последовало наращивание боевой эффективности машины путём установки более совершенной брони AMAP с целью повышения противоснарядной и противоминной стойкости CV 9030N.
Дания для модификации CV 9035 MKIII приобрела комплект навесной брони MEXAS (позднее заменена навесными модулями производства TenCate), дополнив его системой маскировки Barracuda и комплектом бронерешеток L-ROD. Одновременно CV 9030N оснащается комплексом электронного подавления, создающей помехи на частотах радио и мобильной телефонии, чем обеспечивается срыв дистанционного подрыва радиоуправляемых самодельных взрывных устройств.
Нидерланды. По своей комплектации Мk III Нидерландов соответствует комплектации вооруженных сил Дании. Внешнее отличие состоит в установке на СV9035 Мk III Нидерландов навесной брони компании RUAG Defence. Нидерланды приобрели 184 комплекта навесных модулей защиты горизонтальных проекций RoofPRO-P и 100 комплектов навесных модулей бортов машины SidePro. Новый комплект навесной брони позволил усилить защиту БМП от боеприпасов, действующих со стороны верхней полусферы, повысить противоминную стойкость, и обеспечить защиту от бронебойных боеприпасов кинетического действия. Масса комплекта навесной пассивной защиты (на машину) составляет 6 т. Противоминная защита днища и раздельные сидения десанта во взрывобезопасном исполнении уже серийно встраиваются в модели MkIII. Машина оснащается многофункциональной комплексом оптико-электронного подавления DAS (Defensive Aids Suite), разработанного компанией Hägglunds, включающим датчики обнаружения лазерного облучения и средства постановки помех.

## Модификации

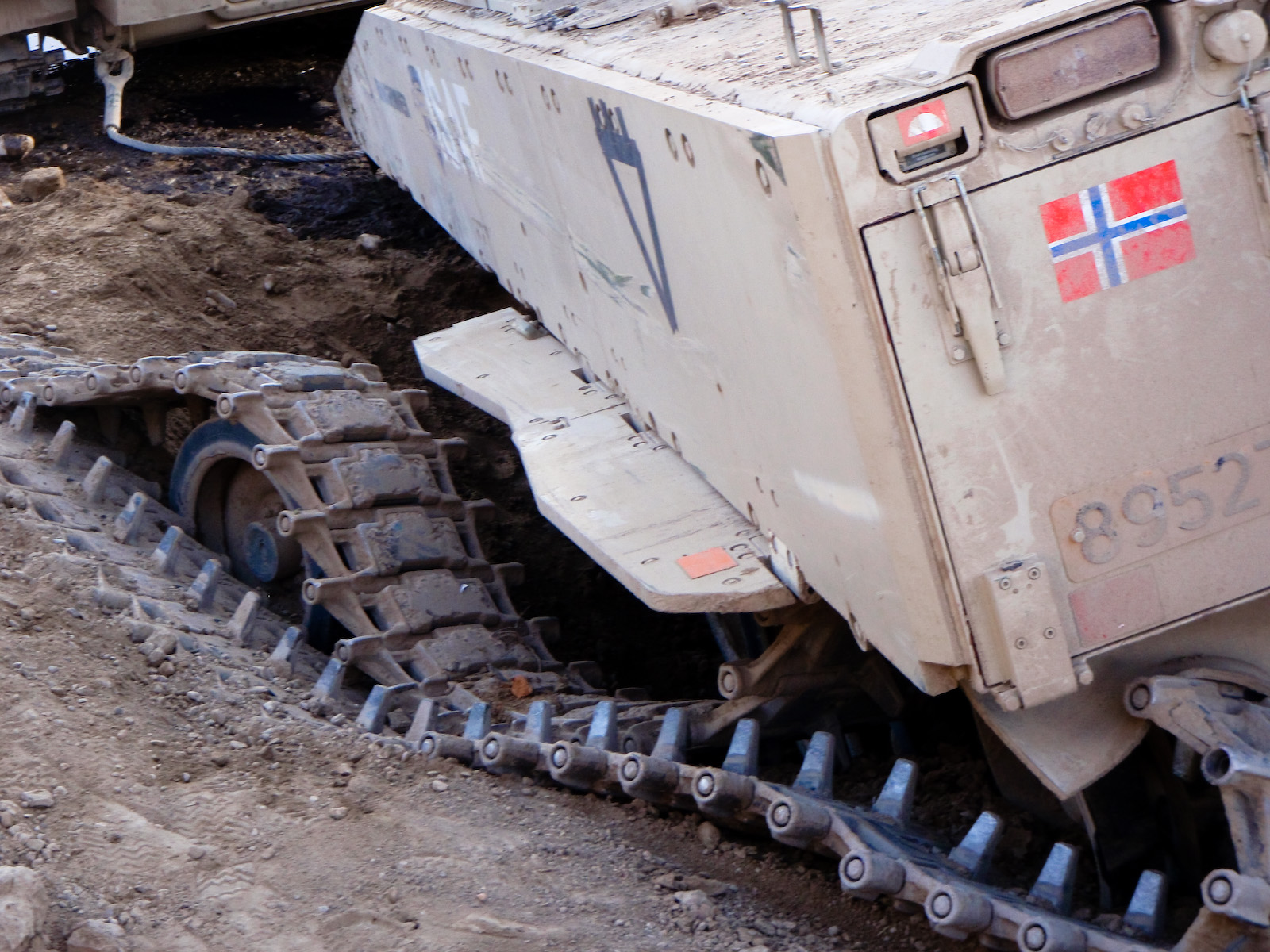
Тяжелые повреждения норвежской CV 9030NF1 в Афганистане при подрыве на импровизированном взрывном устройстве. Сорваны опорные катки, механик-водитель убит.
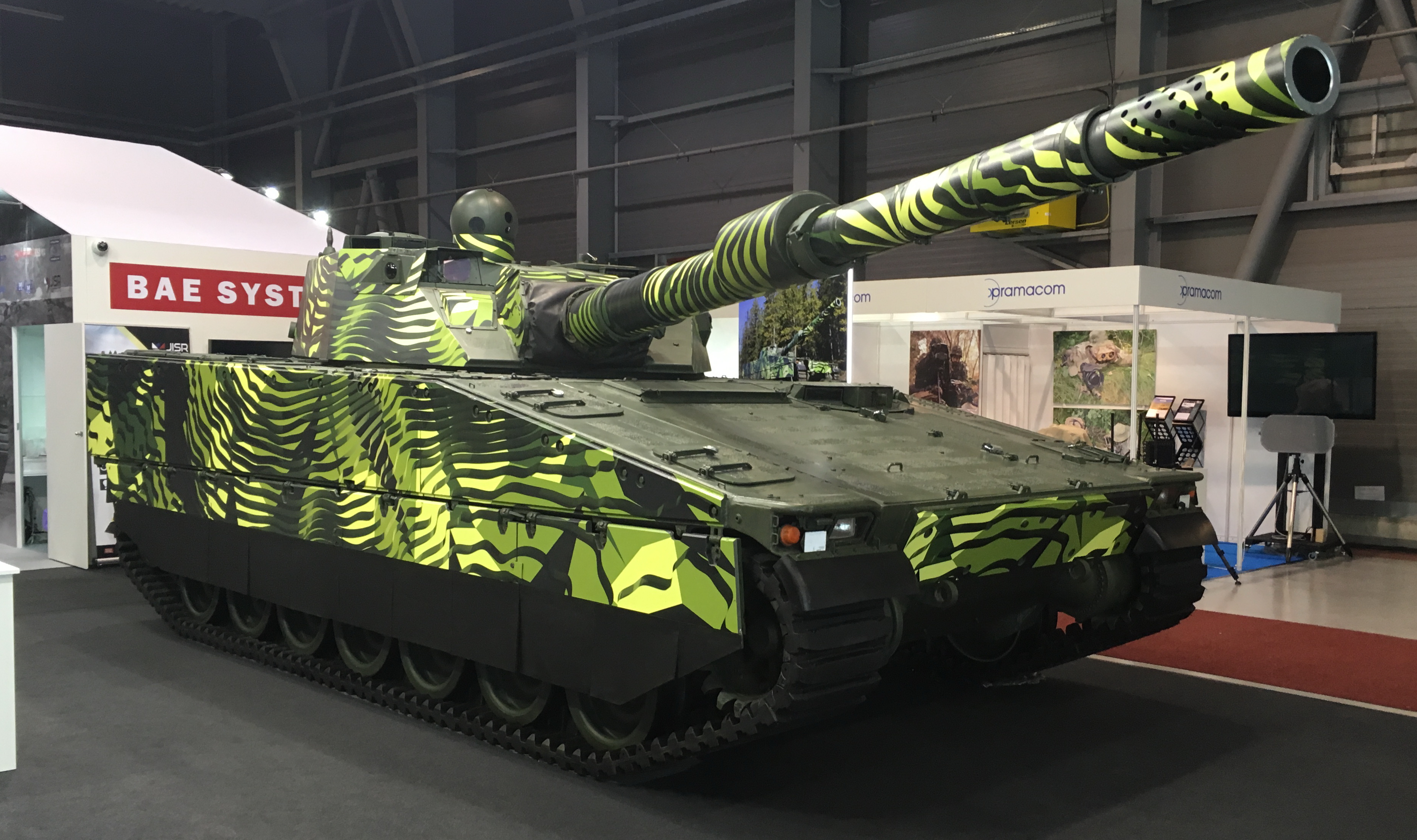
СV90120

- Strf 90.40 — основной вариант для сухопутных войск Швеции с комплексом вооружения на базе 40-мм автоматической пушки фирмы «Бофорс» L70.

Уже на стадии развертывания серийного производства БМП в конструкцию был внесен ряд доработок. В начале 2001 года Управление материально-технического обеспечения минобороны Швеции заключило контракт стоимостью 200 млн шведских крон (около 14 млн фунт. стерлингов) на поставку комплектов пассивной защиты для CV90.40. Пассивная защита была установлена на 55 БМП, для чего машины были отправлены на завод компании Alvis Hägglunds в городе Örnsköldsvik, северная Швеция, где был произведен монтаж комплектов брони, поставленной германской компанией IBD. Комплект включает навесные модули пассивной защиты лобовой, бортовых частей корпуса, днища и башни машины. Также установлены противоосколочные подбои с внутренней поверхности брони. Указанные БМП поставлены в войска в 2002 году для применения в составе шведских сил быстрого реагирования. Последние предназначены для участия в коалиционных силах быстрого реагирования ЕС начиная с 2003 года.
Обозначение базовой модификации — 90.40A, улучшенные варианты машины получили обозначения 90.40B и 90.40B1. Им соответствует установка аппаратно-программного обеспечения, позволившего ввести в боекомплект пушки новый 40-мм многофункциональный боеприпас 3Р. Последнее повышение боевой эффективности парка БМП CV-90 сухопутных войск Швеции до модификации 90.40C позволило использовать машину на зарубежных ТВД. Наряду с усилением броневой защиты проведена модернизация тепловизионного канала прицельного комплекса UTAAS (Universal Tank and Anti-Aircraft Fire Control System). Оптический канал оснащен защитным фильтром лазерного излучения. Модернизация до уровня стандарта 90.40С проведена на 42 машинах.
- Strf 90.30 — экспортный вариант, вооруженный 30-мм автоматической пушкой «Бушмастер II».

CV 90.30N. Внутреннее обозначение БМП норвежских вооруженных сил на фирме изготовителе, BAE Systems, — 9030 MKI. Отличается от шведской CV 90 вооружением, более мощным двигателем 605 л.с., и наличием дополнительного люка командира десанта с правой стороны кормовой части БМП. При проведении конкурсных испытаний машине компании Hägglunds Vehicle AB противостояли следующие БМП: M2A2 Bradley, ASCOD, Warrior и германская TH-495. Победителем вышла CV9030. Контракт на поставку 104 БМП был подписан 21 апреля 1994 года. В 1996 году Норвегия в рамках контракта получила четыре предсерийных машины. Серийное производство CV90.30 продолжалось с 1998 по ноябрь 2000 года. Производство башни осуществляла норвежская компания Kvaerner Eureka AS. Окончательную сборку машины проводила Hägglunds Moelv AB. Семнадцать БМП CV90.30 повышенной боевой эффективности для применения на зарубежных ТВД получили обозначение 90.30NF1. Также контракт на поставку 144 шт. CV 90 был закрыт в сентябре 2015 г. Стоимость 1 БМП составила 9 млн 28 т. долл.
С января 2002 года Дания принимает участие в войне в Афганистане.
- Strf 90.35 — экспортный вариант, вооруженный 35-мм автоматической пушкой «Бушмастер III».

Контракт на поставку Норвегии 184 машин CV90.35 MkIII подписан в декабре 2004 года. В период между 2005 и 2007 годов изготовитель машины, компания BAE Systems, разработала модификацию Мk III и осенью 2007 года состоялась передача вооруженным силам Нидерландов первого прототипа для войсковых испытаний. Передача всей партии последовала в декабре 2008 года.
CV90.35 MkIII принята на вооружение сухопутных войск Нидерландов в декабре 2008 года. Нидерландская компания Van Halteren Metaal является изготовителем бронебашни и осуществляет окончательную сборку БМП.
Отличительными особенностями CV90.35 MkIII являются комплекс вооружения на базе бикалиберной 35/50 мм пушки «Бушмастер III», система управления огнём Saab UTAAS, в состав которого входит надульный программатор боеприпасов, прицельный комплекс, построенный на принципе «Hunter-killer», предполагающем наличие у командира машины и наводчика независимых друг от друга и от основного вооружения полностью стабилизированных прицелов с дневным и ночным каналами.
Начиная с февраля 2011 года для сокращения расхода топлива и износа машины в войсках, и соответственно, снижения стоимости её эксплуатации, планируется проведение демонтажа навесной брони со всех ранее поставленных БМП CV 90.35. Одновременно, продолжающие поступать от производителя машины поставляются также без навесной брони. Комплекты навесной брони массой шесть тонн на машину складируются.

## Машины на базе Stridsfordon 90
На шасси для Stridsfordon 90 созданы следующие боевые машины:
- CV90120-T — лёгкий танк, оснащённый новой башней со 120-мм гладкоствольной пушкой и лишённый десантного отделения;
- Grkpbv 90120 (швед. granatkastarpansarbandvagn 90120; CV90 AMOS) — самоходный миномёт с башней AMOS (SSG120), вооруженной двумя 120-мм миномётами;
- Lvkv 90 (швед. luftvärnskanonvagn 90) — ЗСУ с новой башней с 40-мм автоматической пушкой и РЛС со связанной с ней системой управления огнём;
- Stripbv 90 (швед. stridsledningspansarbandvagn 90) — командно-штабная машина, с вооружением, сокращённым до 7,62-мм пулемёта в уменьшенной башне
- Epbv 90 (швед. eldledningspansarbandvagn 90) — машина передовых наблюдателей, схожая по конструкции со штабной машиной, но оснащённая дополнительными средствами наблюдения;
- Bgbv 90 (швед. bärgningsbandvagn 90) — БРЭМ, оснащённая подъёмным краном, поворотной лебёдкой и другим ремонтным оборудованием;
- PL-01 — польский перспективный лёгкий танк.

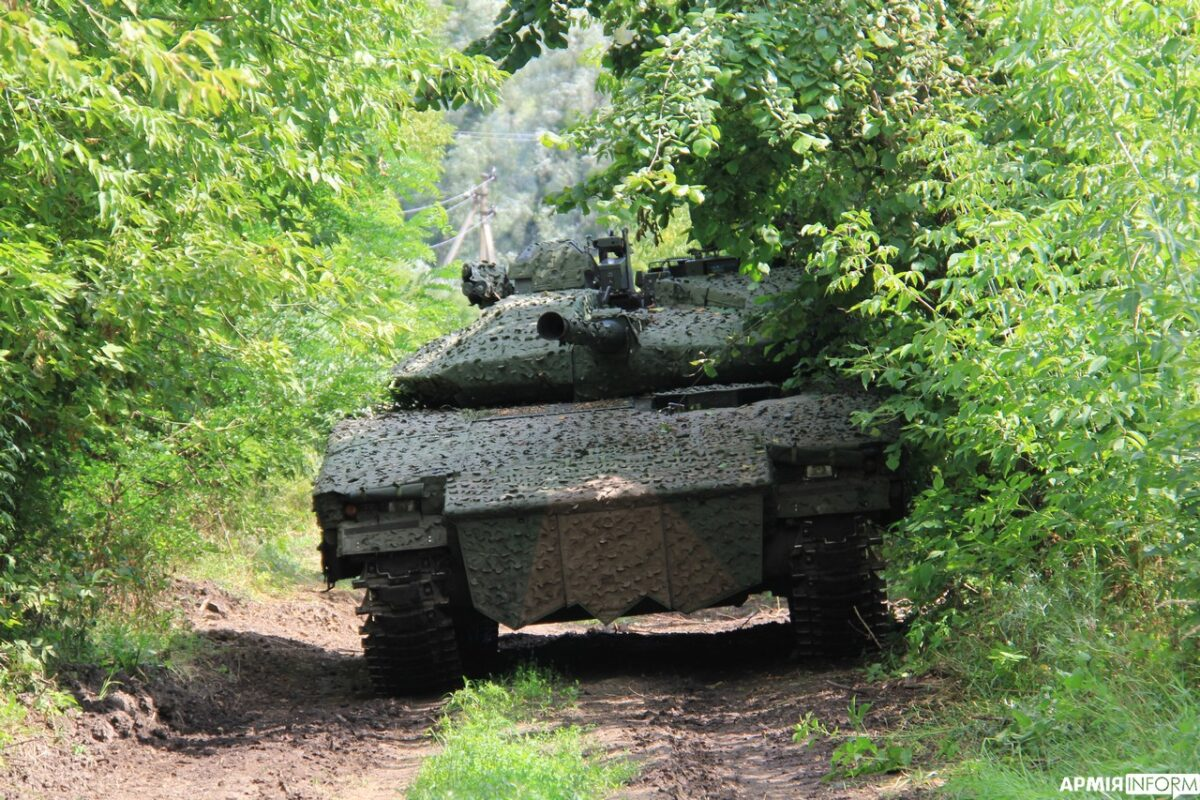
Командно-штабная Stripbv 90 ВС Украины
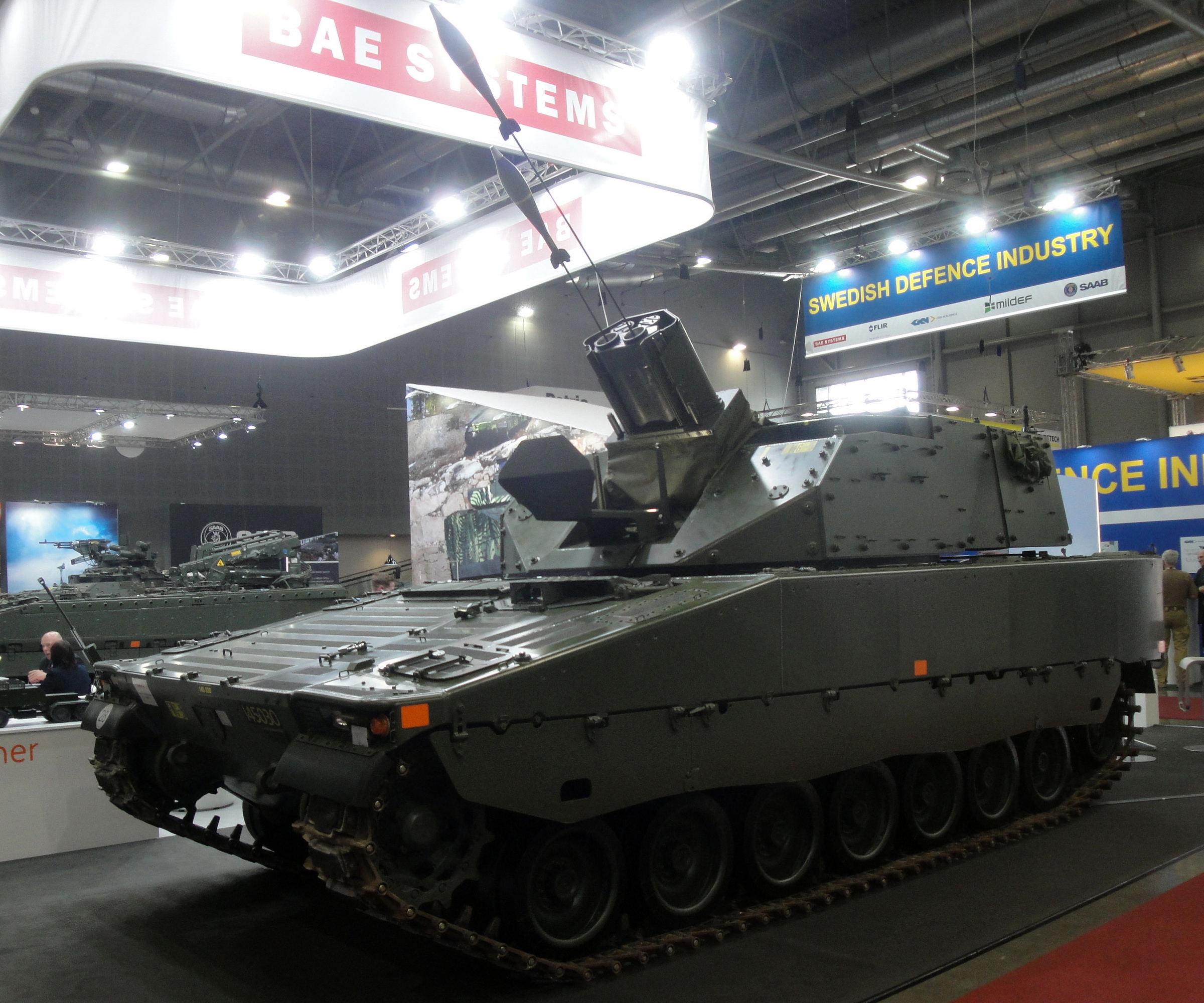
Самоходный миномёт Grkpbv 90120
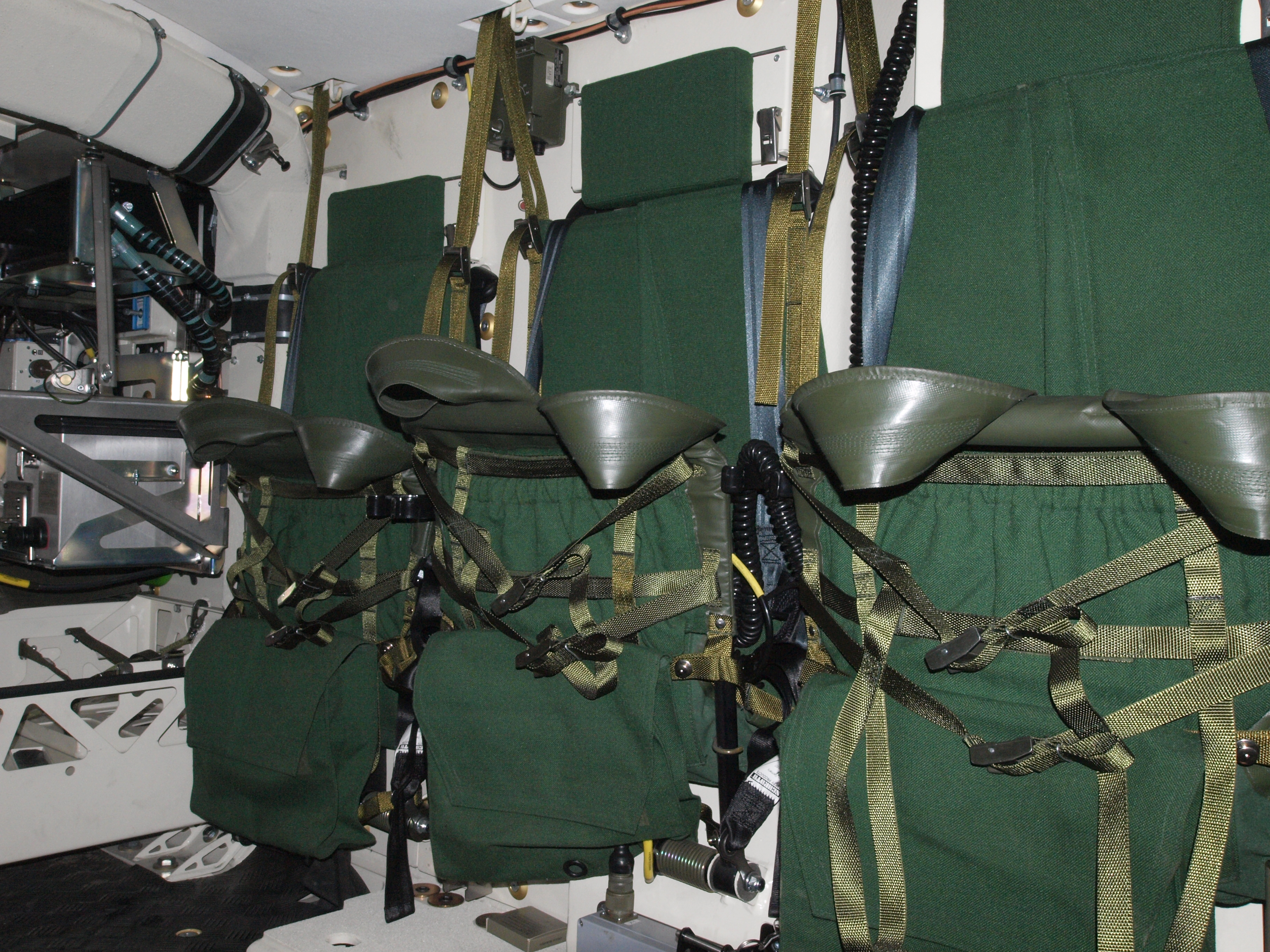
При проектировании внутреннего оснащения десантного отделения внимание уделено повышению противоминной стойкости.

## На вооружении
- Дания — 44 CV9035DK (Mk III) по состоянию на 2024 год[7]
- Нидерланды — 117 CV9035NL на вооружении (проходят модернизацию) и 32 на хранении по состоянию на 2024 год[8]
- Норвегия — 112 CV9030N (включая 21 MkIIIB и 15 CP) на вооружении по состоянию на 2024 год[9]
- Финляндия — 102 CV9030FIN на вооружении по состоянию на 2024[10]
- Швейцария — 154 CV9030CH м 32 CV9030 CP на вооружении по состоянию на 2024 год[11]
- Швеция — 319 CV9040 и 40 CV90 Mjolner на вооружении по состоянию на 2024 год[12]
- Эстония — 44 CV9035NL на вооружении по состоянию на 2024 год[13]
- Украина — 48 CV9040C на вооружении по состоянию на 2024 год[14]. Находятся на вооружении 21-й омехбр[15]. По данным чешских СМИ, Украина планирует изготовить 1000 CV90[16][17]. Ожидается поставка оплаченных Данией 35 CV9035NL по мере их производства в Швеции[18].

## Боевое применение
Используются во время вторжения России на Украину Вооруженными силами Украины. Одна единица была повреждена и захвачена российскими войсками в ходе боевых действий в районе Кременной.